# لوروا بوب ووكر
لوروا بوب ووكر هو محامي وقاضي وسياسي أمريكي، ولد في 7 فبراير 1817 في هنتسفيل في الولايات المتحدة، وتوفي بنفس المكان في 23 أغسطس 1884. نشط حزبياً في الحزب الديمقراطي. وقد انتخب عضو مجلس نواب ألاباما ‏ وانتخب Confederate States Secretary of War ‏.